# Belvosia obesula
Belvosia obesula là một loài ruồi trong họ Tachinidae.